# Jules Cosnard
Pour les articles homonymes, voir Cosnard.
Jules Cosnard, né le 4 octobre 1856 à Saint-Denis et décédé le 15 février 1919 à Paris 17e, est un homme politique français.

## Biographie
Avocat, fils de Léon Cosnard, maire du 17e arrondissement de Paris, il succède à son père à ce poste à partir de 1901 jusqu'à sa mort. Il est également député de la Seine de 1906 à 1910, inscrit au groupe de la Gauche radicale.

## Sources
- « Jules Cosnard », dans le Dictionnaire des parlementaires français (1889-1940), sous la direction de Jean Jolly, PUF, 1960 [détail de l’édition]